# Semiótica conductista

## Aportaciones de Morris
Charles William Morris, discípulo de Charles Sanders Peirce y de la escuela pragmática norteamericana, realizó un trabajo muy en la línea de sus antecesores renovando los postulados de su escuela, tanto en la definición de la semiótica como en los conceptos que abarca.

### Semiótica como metaciencia
Morris consideraba que la semiótica tenía una doble relación con la ciencia, de manera que era una ciencia más y un instrumento para estudiar al resto de ciencias; una metaciencia, por tanto. Consideraba que solo a través del estudio del sistema de signos en que se basa una ciencia se puede sistematizar, purificar y simplificar, para liberar al hombre de todas las imperfecciones que acarrea el utilizar el lenguaje.

### Concepción triádrica del signo
Partiendo de sus dos obras más citadas; Signos, Lenguaje y Conducta (1962) y Fundamentos de la teoría de los signos (1985) podríamos afirmar que este autor vertebra un proyecto de semiótica conductista. Basándonos en sus aportes, la semiosis sería un proceso producido por tres elementos relacionados: “Vehículo sígnico", aquello que actúa como signo (una palabra, un dibujo, etc); "Designatum", aquello a lo que el signo alude; e "Interpretante", el efecto que produce en un intérprete determinado; siendo el efecto un proceso psicológico-cognitivo que podría dar como resultado un cambio de actitud o un comportamiento. Tras toda la ruptura que supone con la semiótica estructural, tanto la figura de los intérpretes finales del proceso como la de los objetos del mundo real, los denotatum (eso a lo que se alude y existe realmente; un signo puede aludir a un designatum el denotatum del cual no exista, como el unicornio), se encuentran fuera del proceso de la semiosis.

### Dimensiones de la semiosis
Morris define tres dimensiones dentro de la concepción conductista de semiosis: la dimensión pragmática, aquella relación de los signos con sus intérpretes mediante sus interpretantes; la dimensión semántica, es decir, la relación de los signos con los objetos; y la dimensión sintactical, la relación de los signos con sí mismos como sistema.

## Estudiar la semiosis como conducta

### Definición conductista del signo
Morris, por tanto, reconoce un paralelismo ineludible entre las teorías conductistas y los procesos semióticos que es ilustrado mediante el ejemplo del perro de Pavlov (que empieza a salivar cuando oye el estímulo auditivo que anuncia la comida) para construir una definición conductista del signo: “Si algo (A) rige la conducta hacia un objetivo de manera similar (pero no idéntica) a como otra cosa (B) regiría la conducta hacia el mismo objetivo en una situación en que fuera observada, entonces A es un signo” 

### Partes del signo conductual
El científico diferencia tres partes del signo conductual: el signo preparatorio, aquel que no se revela como signo completo con toda su significación, sino como una primera intelección del proceso sígnico que “prepara” al interpretante a sugerir su respuesta; la disposición para responder, que se da cuando se revela la significación del vehículo sígnico en toda su totalidad y se puede dar una tentativa de acción; y la serie de respuesta, la consecución de acciones a las que arrastra un signo ya comprendido, signo final que cierra el proceso sígnico.
(Morris se refiere a los interpretantes Peircianos como Inmediatos, Dinámicos y Finales, respectivamente)

### Otros conceptos
Entre otros términos que Morris introduce en su teoría conductista del signo, se destacan el de familia de conducta, el cual define como un conjunto de signos que desencadenan un comportamiento similar; enfronta a los conceptos de signo unisituacional e interpersonal con los de signo plurisituacional y personal (propio de los esquizofrénicos). También existen los signos vagos, los cuales llevan a una respuesta dubitativa, los signos inequívocos, los signos universales y los signos sinónimo. 